# Jägerhaus (Remscheid)
Jägerhaus ist ein Wohnplatz im Südosten der bergischen Großstadt Remscheid in Nordrhein-Westfalen.

## Lage und Beschreibung
Jägerhaus liegt im statistischen Stadtteil Bergisch Born West des Stadtbezirks Lennep auf der Wasserscheide zwischen dem Eschbach und der Dörpe an der Bundesstraße 51 nördlich von Bergisch Born. Weitere Nachbarorte sind die Wohnplätze und Hofschaften Piepersberg, Buchholzen, Stöcken, Bergerhöhe, Tefental und Bornefeld.
Die Trasse der stillgelegten Bahnstrecke Wuppertal-Oberbarmen–Opladen („Balkanexpress“) führt an dem Ort vorbei, in dem die Zufahrtsstraße nach Buchholzen von der Bundesstraße abzweigt. Heute ist Jägerhaus als eigenständiger Wohnplatz nicht mehr wahrnehmbar, da die Wohnbebauung Bergisch Borns entlang der Bundesstraße die Ortslage mittlerweile vereinnahmt hat.

## Geschichte
Das Register des Amtsjägers Grün von 1793 über die Cameral-Vogelherde im Amt Bornefeld zählt 134 Herde. Im Jahr 1795 führt der Amtsjäger Grün vom Grünenhaus (das ist Jägerhaus am späteren Bergisch Born) einen Prozess gegen den Pulverfabrikanten Cramer zu Krummenohl wegen Schuldsachen.[1]
1815/16 lebten 21 Einwohner im Ort. 1832 war Jägerhaus als Grenzort Teil der altbergischen Landgemeinde Fünfzehnhöfe und der Oberhonschaft Wermelskirchen, die beide der Bürgermeisterei Wermelskirchen angehörte. Der laut der Statistik und Topographie des Regierungsbezirks Düsseldorf als Wirthshaus bezeichnete Ort besaß zu dieser Zeit drei Wohnhäuser (zwei zu Fünfzehnhöfe und eines zur Oberhonschaft) und drei landwirtschaftliche Gebäude (zwei zu Fünfzehnhöfe und eines zur Oberhonschaft). Zu dieser Zeit lebten 35 Einwohner im Ort (17 zu Fünfzehnhöfe und 18 zur Oberhonschaft), davon zwei katholischen und 33 evangelischen Glaubens.
Die Gemeinde- und Gutbezirksstatistik der Rheinprovinz führt Jägerhaus 1871 mit zwei Wohnhäusern und 20 Einwohnern auf. Im Gemeindelexikon für die Provinz Rheinland werden für das Jahr 1885 zwei Wohnhäuser mit 19 Einwohnern angegeben. Der Ort gehörte zu dieser Zeit zur  Bürgermeisterei Fünfzehnhöfe innerhalb des Kreises Lennep. 1895 besitzt der Ort drei Wohnhäuser mit 28 Einwohnern, 1905 fünf Wohnhäuser und 46 Einwohner. 1906 wurde die Bürgermeisterei Fünfzehnhöfe mit ihrem Teil von Jägerhaus in die Stadt Lennep eingemeindet, die 1929 ihrerseits in Remscheid eingemeindet wurde. Der zur Oberhonschaft gehörende Teil verblieb in Wermelskirchen und kam erst 1975 durch die nordrhein-westfälischen Kommunalgebietsreform zu Remscheid.
Am Wohnplatz vorbei wurde in den Jahren 1773–1778 die Chaussee von Köln nach Lennep neu trassiert, die heutige Bundesstraße 51.
[1] Breidenbach,N.J., Alte Höfe und Häuser..., S. 389, Wermelskirchen 2011, ISBN 978-3-980-2801-2-9